# کمپین چاتانوگا
کمپین چاتانوگا (انگلیسی: Chattanooga Campaign) یک کمپین نظامی در زمان وقوع جنگ داخلی آمریکا است